# Península de Comau
La península de Comau o de Huequi es una península ubicada en la provincia de Palena, Región de Los Lagos, en la zona austral de Chile.  Esta península está delimitada al noroeste por el golfo de Ancud, al este por el fiordo Comau y al sur por el fiordo Reñihue.
En el centro de la península se encuentra el volcán Huequi.
Los principales asentamientos son Ayacara, Huequi, Caleta Buill y Caleta Poyo, todos en la costa noroeste de la península. En la parte sur se encuentra la localidad de Porcelana y una parte del parque nacional Pumalín. Administrativamente, la península forma parte de la comuna de Chaitén.
Es una de las zonas más aisladas de Chile debido a la escarpada geografía producto de los fiordos que la rodean. La única forma de transporte es por vía marítima o aérea (a través de los aeródromos de Ayacara y Poyo), puesto que la Carretera Austral se ve interrumpida en este tramo por los fiordos Comau y Reñihue. Un pequeño tramo de la Carretera Austral se encuentra en el istmo que conecta la península con el continente, pero para llegar a ella se requiere el uso de transbordadores.
En mayo de 2002 un aluvión se produjo en el norte de la península, el cual destruyó gran parte de Caleta Buill y arrojó un saldo de doce víctimas fatales, de las cuales siete nunca fueron encontradas.